# Bibliotecas de Barcelona
Bibliotecas de Barcelona (en catalán, Biblioteques de Barcelona) es la red de bibliotecas públicas de la ciudad de Barcelona, perteneciente a la Red de Bibliotecas Municipales de la Diputación de Barcelona, y administrada por el Ayuntamiento de Barcelona.
En 2025, la red provee a alrededor del 50% de los habitantes de la ciudad, quienes visitan sus bibliotecas un promedio de ocho veces al año.

## Bibliotecas
Las bibliotecas incluidas en esta red son las siguientes:
| #  | Nombre                                                     | Año  | Distrito            | Barrio                                | Dirección                              |
| -- | ---------------------------------------------------------- | ---- | ------------------- | ------------------------------------- | -------------------------------------- |
| 1  | Biblioteca Barceloneta - La Fraternitat                    | 2001 | Ciudad Vieja        | La Barceloneta                        | Calle de Felícia Fuster y Viladecans 8 |
| 2  | Biblioteca Francesca Bonnemaison                           | 2005 | Ciudad Vieja        | San Pedro, Santa Catalina y la Ribera | Calle de Sant Pere Més Baix 7          |
| 3  | Biblioteca Gòtic - Andreu Nin                              | 2010 | Ciudad Vieja        | Barrio Gótico                         | La Rambla 30                           |
| 4  | Biblioteca Sant Pau - Santa Creu                           | 1997 | Ciudad Vieja        | El Raval                              | Calle del Carmen 47                    |
| 5  | Biblioteca Esquerra de l'Eixample - Agustí Centelles       | 2011 | Ensanche            | La Antigua Izquierda del Ensanche     | Calle del Comte d'Urgell 145           |
| 6  | Biblioteca Fort Pienc – Ana María Moix                     | 2003 | Ensanche            | El Fort Pienc                         | Plaza de Fort Pienc 4                  |
| 7  | Biblioteca Joan Miró                                       | 1990 | Ensanche            | La Nueva Izquierda del Ensanche       | Calle de Vilamarí 61                   |
| 8  | Biblioteca Sagrada Família - Josep M. Ainaud de Lasarte    | 2007 | Ensanche            | Sagrada Familia                       | Calle de Provenza 480                  |
| 9  | Biblioteca Sant Antoni - Joan Oliver                       | 2007 | Ensanche            | San Antonio                           | Calle del Comte Borrell 44             |
| 10 | Biblioteca Sofia Barat                                     | 2000 | Ensanche            | La Derecha del Ensanche               | Calle de Gerona 64                     |
| 11 | Biblioteca Francesc Candel                                 | 2006 | Sans-Montjuich      | La Marina de Port                     | Calle de la Amnistía Internacional 10  |
| 12 | Biblioteca Poble-sec - Francesc Boix                       | 2001 | Sans-Montjuich      | Pueblo Seco                           | Calle de Blai 34                       |
| 13 | Biblioteca Vapor Vell                                      | 2000 | Sans-Montjuich      | Sants                                 | Pasaje del Vapor Vell 1                |
| 14 | Biblioteca Les Corts - Miquel Llongueras                   | 2000 | Les Corts           | La Maternidad y San Ramón             | Travessera de les Corts 58             |
| 15 | Biblioteca Montserrat Abelló                               | 2018 | Les Corts           | Les Corts                             | Calle de los Comtes de Bell-lloc 192   |
| 16 | Biblioteca Clarà                                           | 2000 | Sarriá-San Gervasio | Las Tres Torres                       | Calle del Doctor Carulla 22            |
| 17 | Biblioteca Collserola - Josep Miracle                      | 2002 | Sarriá-San Gervasio | Vallvidrera, el Tibidabo i les Planes | Calle de Elisa Moragas y Badia 16      |
| 18 | Biblioteca Sant Gervasi - Joan Maragall                    | 2014 | Sarriá-San Gervasio | Sant Gervasi-La Bonanova              | Calle de Sant Gervasi de Cassoles 85   |
| 19 | Biblioteca Sarrià – J. V. Foix                             | 2025 | Sarriá-San Gervasio | Sarriá                                | Plaza de Sarrià 1                      |
| 20 | Biblioteca Jaume Fuster                                    | 2005 | Gracia              | Vallcarca y los Penitentes            | Plaza de Lesseps 20                    |
| 21 | Biblioteca Vallcarca y los Penitentes - M. Antonieta Cot   | 2011 | Gracia              | Vallcarca y los Penitentes            | Paseo de la Vall d'Hebron 65           |
| 22 | Biblioteca Vila de Gràcia - Rosa M. Arquimbau              | 2002 | Gracia              | Villa de Gracia                       | Calle del Torrent de l'Olla 104        |
| 23 | Biblioteca El Carmel - Juan Marsé                          | 2003 | Horta-Guinardó      | El Carmelo                            | Calle de la Murtra 135                 |
| 24 | Biblioteca Guinardó - Mercè Rodoreda                       | 1999 | Horta-Guinardó      | El Baix Guinardó                      | Calle de las Camelias 76               |
| 25 | Biblioteca Horta - Can Mariner                             | 2008 | Horta-Guinardó      | Horta                                 | Calle del Vent 1                       |
| 26 | Biblioteca Montbau - Albert Pérez Baró                     | 2015 | Horta-Guinardó      | Montbau                               | Calle de la Arquitectura 8             |
| 27 | Biblioteca Canyelles - M. Àngels Rivas                     | 1994 | Nou Barris          | Canyelles                             | Ronda de la Guineueta Vella 34         |
| 28 | Biblioteca Les Roquetes – Rafa Juncadella                  | 2008 | Nou Barris          | Verdún                                | Via Favència 288                       |
| 29 | Biblioteca Nou Barris - Aurora Díaz Plaja                  | 1997 | Nou Barris          | La Guineueta                          | Plaza Mayor de Nou Barris 2            |
| 30 | Biblioteca Vilapicina i la Torre Llobeta - Carmen Laforet  | 2011 | Nou Barris          | Vilapicina y La Torre Llobeta         | Plaza de Carmen Laforet 11             |
| 31 | Biblioteca Zona Nord - Mària Sánchez                       | 2009 | Nou Barris          | Torre Baró                            | Calle de Vallcivera 3 bis              |
| 32 | Biblioteca Bon Pastor - Josefina Castellví                 | 2004 | San Andrés          | El Buen Pastor                        | Calle de Estadella 64                  |
| 33 | Biblioteca Ignasi Iglésias - Can Fabra                     | 2002 | San Andrés          | San Andrés de Palomar                 | Calle del Segre 24                     |
| 34 | Biblioteca La Sagrera - Marina Clotet                      | 2009 | San Andrés          | La Sagrera                            | Calle de Josep Soldevila 9             |
| 35 | Biblioteca Trinitat Vella - José Barbero                   | 2012 | San Andrés          | La Trinitat Vella                     | Calle de Galícia 16                    |
| 36 | Biblioteca Camp de l'Arpa - Caterina Albert                | 2012 | San Martín          | El Campo del Arpa del Clot            | Calle de la Industria 295              |
| 37 | Biblioteca El Clot - Josep Benet                           | 2013 | San Martín          | El Parc i la Llacuna del Poblenou     | Plaza de las Glorias Catalanas 37      |
| 38 | Biblioteca Gabriel García Márquez                          | 2022 | San Martín          | San Martín de Provensals              | Plaza de Carmen Balcells Segalà 1      |
| 39 | Biblioteca Poblenou - Manuel Arranz                        | 2009 | San Martín          | Pueblo Nuevo                          | Calle del Joncar 35                    |
| 40 | Biblioteca Ramon d'Alòs - Moner                            | 1994 | San Martín          | El Besós y el Maresme                 | Rambla de Prim 87                      |
| 41 | Biblioteca Xavier Benguerel                                | 1995 | San Martín          | La Villa Olímpica del Poblenou        | Avenida del Bogatell 17                |
| 41 | Servicio de documentación de literatura infantil y juvenil | 1995 | San Martín          | La Villa Olímpica del Poblenou        | Avenida del Bogatell 17                |